# Thomas Maria Renz
Thomas Maria Renz, né le 9 décembre 1957 à Munich (Bavière, Allemagne), est un prélat catholique allemand, évêque auxiliaire de Rottenburg-Stuttgart.

## Biographie
Thomas Renz est ordonné prêtre le 8 octobre 1984 à Rome par le cardinal Joachim Meisner pour le diocèse de Rottenburg-Stuttgart. Le 29 avril 1997, il est nommé évêque titulaire de Rucuma (de) et évêque auxiliaire de Rottenburg-Stuttgart par le pape Jean-Paul II. Il reçoit alors sa consécration épiscopale de Mgr Walter Kasper le 22 juin de la même année. Ses co-consécrateurs sont Johannes Kreidler et Bernhard Rieger (de).
En mai 1997, il est nommé chanoine. À 39 ans, il est le plus jeune membre de la Conférence épiscopale allemande. Il est également responsable de la Jeunesse au sein du diocèse de Rottenburg. Depuis 2005, il est membre de l'Ordre Teutonique.